# 椿りょう
椿 りょう（つばき りょう、7月5日 - ）は、OSK日本歌劇団の男役スター。三重県名張市出身。三重県伊賀市観光大使。O型 。

## 略歴・人物
- 幼少期からミュージカルを観劇し、衣装を着て舞台に立ちたという気持ちを強く持つ。大阪松竹座でのOSKの公演を観劇したきっかけで、当時進学していたミュージカル科の大学を中退しOSKを受験した[3]。

- 2014年、OSK日本歌劇団研修所入学。92期生。同期に唯城ありす、羽那舞、雪妃詩ら。

- 2016年4月、OSK日本歌劇団入団。5月の大阪松竹座『レビュー春のおどり　花の夢 恋は満開／Take the beat!』で劇団員としての初舞台を踏む[4]。

- 2019年、DAIHATSU 心斎橋角座『PRECIOUS STONES』で劇場公演初主演[5] 。

- 2023年11月、三重県伊賀市の観光大使に就任[1]。12月に同市青山ホールにて「椿りょう SPECIAL SHOW～Twinkle～クリスマスバージョン」を上演した[6] 。

## 主な舞台
2016年
- 5月、大阪松竹座『レビュー春のおどり　花の夢 恋は満開／Take the beat!』 ＊初舞台
- 6月、セントラファエロ教会『PRECIOUS STONES in OSK Revue Cafe』
- 7月、新橋演舞場『レビュー夏のおどり　花の夢 恋は満開／Take the beat!』
- 8月、レストランローズガーデン『OSK Revue Cafe Solid blue』
- 11・12月、近鉄アート館・銀座博品館劇場『ROMEO&JULIET』

2017年
- 1 - 2月、レストランローズガーデン『OSK Revue Cafe　HAPPINESS』
- 4月、近鉄アート館『Precious Stones　LAPIS LAZULI ～ラピスラズリ～』
- 6月、大阪松竹座『レビュー春のおどり　桜鏡 ～夢幻義経譚～／Brilliant Wave ～100年への鼓動～ 』
- 8月、新橋演舞場『レビュー夏のおどり　桜鏡 ～夢幻義経譚～／Brilliant Wave ～100年への鼓動～ 』
- 10 - 11月、たけふ菊人形『第38回 たけふレビュー ～OSKシンフォニー～』

2018年
- 2・3月、銀座博品館劇場・大丸心斎橋劇場『三銃士 La seconde』- ルイ１３世役[7]
- 5月、大阪松竹座『レビュー春のおどり　桜ごよみ 夢草紙／One Step to Tomorrow!』
- 7月、新橋演舞場『レビュー夏のおどり　桜ごよみ 夢草紙／One Step to Tomorrow!』
- 8月、セントラファエロ教会『OSK Revue Cafe』
- 9月、セントラファエロ教会『OSK Revue Cafe ～Evolution～』
- 12月、近鉄アート館『円卓の騎士』

2019年
- 1月、銀座博品館劇場『円卓の騎士』[8]
- 3・4月、新橋演舞場・大阪松竹座『レビュー春のおどり　春爛漫桐生祝祭／STORM of APPLAUSE』
- 6月、大丸心斎橋劇場『Salieri&Mozart ～愛と憎しみの輪舞』- 皇帝役
- 7月、京都南座『OSK SAKURA REVUE　歌劇 海神別荘／STORM of APPLAUSE』
- 7月、京都南座『OSK SAKURA NIGHT ～夢見ていよう～』- 飛鳥清美役
- 9 - 11月、DAIHATSU 心斎橋角座『PRECIOUS STONES』
- 12月、DAIHATSU 心斎橋角座『PRECIOUS STONES』 ＊主演[5]

2020年
- 5月、DAIHATSU 心斎橋角座『PRECIOUS STONES』（公演中止） ＊主演[9]
- 11月、大阪松竹座『OSKだよ全員集合！Memorial Show & Premium Talk』

2021年
- 6・8月、大阪松竹座・新橋演舞場『レビュー夏のおどり「STARt」』[注釈 1]

2022年
- 1月、大阪松竹座『劇団創立１００周年記念式典』
- 2・3月、大阪松竹座『OSK日本歌劇団創立100周年記念公演「レビュー春のおどり」　光／INFINITY』[注釈 2][10][11]
- 7月、京都南座『2022年劇団創立100周年記念「レビューin Kyoto」　ミュージカルロマン 陰陽師／INFINITY』- 酒呑童子役[12][13]
- 9月、大阪市中央公会堂大集会室『OSK日本歌劇団創立100周年記念コンサート』
- 11月、近鉄アート館『五右衛門』- 霧隠才次役

2023年
- 2月、大阪松竹座・新橋演舞場『レビュー春のおどり　ミュージカル・アクト「レ・フェスティバル」／未来への扉～Go to the future～』
- 7月、COOL JAPAN PARK OSAKA『レビュー Road to 2025!!　春・夏・秋・冬／HEAT!!』
- 11月、京都南座『レビュー in Kyoto Go to the future～京都から未来へ～』[14][15]
- 12月、先斗町歌舞練場『ZIPANGU 光が彩る演舞祭』[注釈 3][16][17]
- 12月、青山ホール『伊賀市公演「椿りょう SPECIAL SHOW～Twinkle～クリスマスバージョン」』 ＊主演[6]

2024年
- 4月、大阪松竹座『レビュー春のおどり 春楊桜錦絵／BAILA BAILA BAILA』[18][19]
- 7月、京都南座『レビュー in Kyoto BAILA BAILA BAILA 南座バージョン』
- 8月、新橋演舞場『レビュー夏のおどり　春楊桜錦絵／BAILA BAILA BAILA』
- 11月、COOL JAPAN PARK OSAKA『レビュー Road to 2025!!　四季彩／Shining Life』[20]

2025年
- 2月、近鉄アート館・銀座博品館劇場『ミュージカル「ドラキュラ」』 - ヴラド役 ＊主演[21]
- 4月、京都南座『レビュー in Kyoto　〜レゼル〜 Les Ailes 南座バージョン』[22][23]
- 10 - 11月、たけふ菊人形『第45回 たけふレビュー』 ＊主演

2026年
- 1 - 3月、銀座博品館劇場・ナレッジシアター・メニコンシアターAoi・adsホール『梅雨将軍信長』 ＊主演

### OSK Revue Cafe in Brooklyn Parlor OSAKA
2020年
- 8月、『BPまつり（無観客ライブ配信）』
- 9月、『PRECIOUS STONES（無観客ライブ配信）』 ＊主演
- 11月、『PRECIOUS STONES』 ＊主演

2021年
- 1 - 3月、『Every Little Star』 [24]
- 9月、『椿りょう Special LIVE』
- 11 - 12月、『PRECIOUS STONES（新演出版）』 ＊主演

2022年
- 4 - 5月、『GENTLEMEN』
- 8 - 9月、『楊琳 Special SHOW』

2023年
- 8 - 9月、『椿りょう Special LIVE』

2024年
- 1 - 2月、『Twinkle』 ＊主演
- 9 - 12月、『SPECIAL SHOW』 ＊主演

2025年
- 6 - 7月、『Precious Stones(PS椿)』 ＊主演

### 出演イベント
- 「ミニレビューショー」(2017年3月12日、ボートレースびわこ)
- 「'17食博覧会・大阪」（2017年4 - 5月、インテックス大阪会場内UTAGE館）
- 「道頓堀川面舞台」（2018年10月13日、道頓堀相合橋上特設ステージ）
- 「第59回全日本花いっぱい　泉佐野大会（記念式典）」（2019年4月6日、エブノ泉の森ホール）
- 「歌劇体験ワークショップ」（2019年8月・2023年8月、OSK日本歌劇団研修所稽古場）
- 「レビュー in Kyotoキャンペーン」（2022年5月5日、西陣織会館）[25]
- 「Yell～エール～（外部出演）」（2022年12月10日、E.S.Arrow）
- 「WAKUPAKU Live Kitchen」（2023年7月28日・2024年1月26日、wakupaku）
- 「WAKUPAKU Talk&Show」（2024年9月29日、wakupaku）
- 伊賀警察署一日署長・秋の交通安全運動
  - 2022年5月27日[26]
  - 2022年9月16日[27]
  - 2023年5月11日[28]
  - 2023年9月21日[29]
  - 2024年9月20日[30]

- 三重県警・津南署一日110番センター長
  - 2024年1月9日[31]